# Sec61
Sec61 je označení pro skupinu tří proteinů, které se účastní na stavbě translokonu v membráně endoplazmatického retikula. U savců je to Sec61α, Sec61β a Sec61γ, u kvasinek Sec61p/Ssh1p, Sec61β, Sec61γ.